# Stadtplanung und städtebauliche Entwicklung von Homberg (Efze)

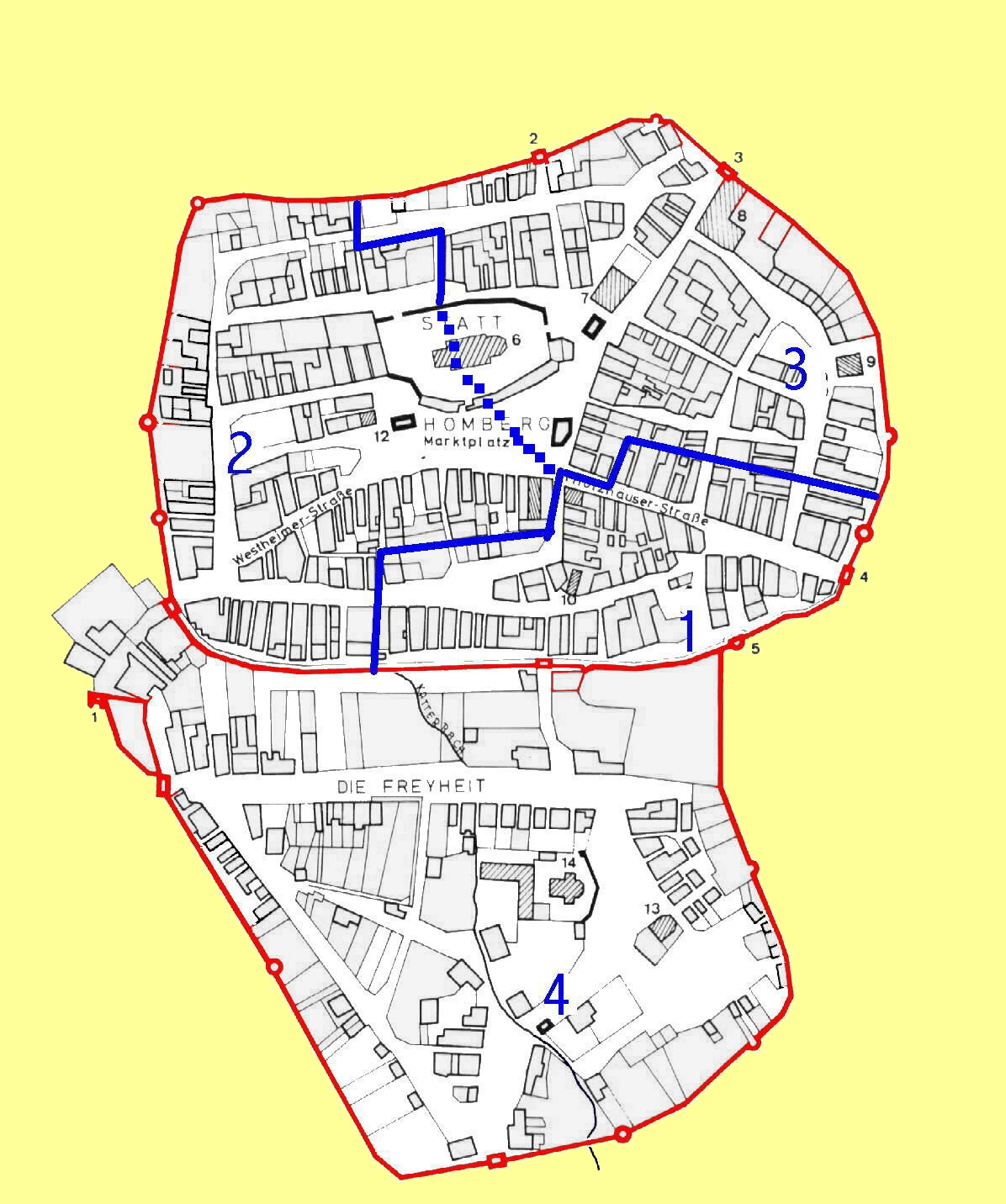
Die Geburden von Homberg

Wie die meisten deutschen Städte dürfte die Stadt Homberg im nordhessischen Schwalm-Eder-Kreis in der Regierungszeit der Staufer (1138–1254) planmäßig angelegt worden sein. Bauliche Besonderheiten im Stadtbild sowie die Stadtplanung weisen auf eine nicht auf den ersten Blick erkennbare Stadtplanung hin. Das historische Homberg ist an sich eine Doppelstadt, bestehend aus der Altstadt (1231 erstmals urkundlich erwähnt) und der Freiheit. Die Freiheit war eine 1356 gegründete selbständige Stadt, die erst 1536 mit der Altstadt vereinigt wurde und damit die vierte Geburde (Gebündnis) von Homberg wurde. Die Altstadt selbst bestand aus drei Geburden; hierfür stehen die drei Kleeblätter im Wappen der Stadt.
Im Stadtplan erkennt man die drei Hauptzugänge der Stadt über die ehemaligen Toreingänge: Westheimer Tor, Obertor und Holzhäuser Tor. Mittelpunkt und Zielpunkt aller Wegeverbindungen ist der Marktplatz, überragt von der Stadtkirche St. Marien, die ehemals vom Friedhof der Stadt umgeben war. Einen regelmäßigen Grundriss weist die Stadt nicht auf. Doch eines ist der Stadt mit vielen mittelalterlichen Stadtgründungen gemein. Die mittelalterlichen Stadtplaner verwandten bei der Anlage von Straßen das bewusste Krümmen und das Versetzen der Kreuzungen oder Einmündungen von Straßen und Gassen. Insbesondere wurde die Straßenkrümmung als ästhetisches Mittel bei der Anlage der heutigen Untergasse eingesetzt. Durch eine gekrümmte Straßenführung wurde der Straßenraum optisch begrenzt, es entstand ein geschlossener Straßenraum, und am Endpunkt war ein in die Blickachse geschobenes Haus zu erkennen. In der Untergasse war es das ehemalige Brauhaus der Stadt, ein Eckhaus der Enten- und Untergasse. In der Untergasse ist die ehemalige Straßenführung im Rahmen der Stadtsanierung verschwunden und ist nur noch an der Häuserstellung oder in der Aufsicht auf die Stadt zu erkennen.
Der gleiche Effekt wurde erreicht, indem man die Seitengassen gegeneinander versetzte oder ohne geradlinige Fortsetzung auf eine der Hauptstraßen münden ließ. Dadurch wurde Zugluft vermindert. Eine weitere Möglichkeit, Zugluft zu vermeiden, war das Versetzen  bzw. Vorziehen einzelner Häuser oder Straßenabschnitte aus der Straßenachse. Dies ist in der oberen Westheimer Straße gut zu erkennen. Auch in der unteren Westheimer Straße bestand ein solcher Versprung, der aber im Laufe der Jahrhunderte verschwunden ist.
Besonders augenfällig wird diese stadtplanerische Besonderheit gegenüber dem Haus Stolzenbach im Bereich der oberen Westheimer Straße. In Richtung Marktplatz schauend treten die Gebäude der linken Straßenseite aus der Bauflucht zurück und das Haus Stolzenbach ragt in den Straßenraum hinein. Es entsteht eine Engstelle, und der Bürgersteig wird plötzlich ganz schmal.

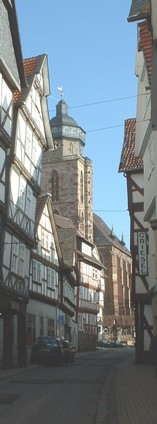
Verlauf der Westheimer Str. im Bereich des Hauses Stolzenbaches

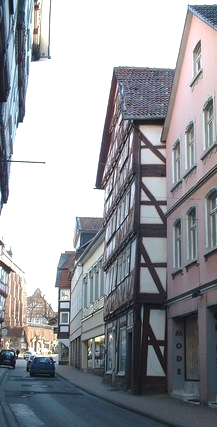
Blick auf die Bauflucht

Der Stadtplan von 1721 zeigt die ursprüngliche Stellung der Häuser in der Oberen Westheimer Straße. Im Laufe der Zeit wurden einige Gebäude erneuert oder bei Um- und Neubaumaßnahmen den geänderten Straßenverkehrsansprüchen zurückgesetzt neu errichtet.

Der Stadtplan von 1721 zeigt die damalige Stellung der Gebäude im Verlauf der Oberen Westheimer Straße. Das Haus Stolzenbach ist eines der wenigen Gebäude, das unverändert in der rechtsseitigen Straßenflucht erhalten geblieben ist.

Einhergehend mit dem Effekt des Brechens der Zugluft ergibt sich ein besonderer optischer Reiz. Der Blick wird auf die Stadtkirche gelenkt. Durch die Verengung des Straßenraumes wirkt die Kirche größer und mächtiger. Es ist zu vermuten, dass die optische Betonung der Stadtkirche im Stadtbild auch ein Grund für die planmäßige Straßenführung von Westheimer und Holzhäuser Straße war. Bereits beim Betreten der Stadt vom ehemaligen Westheimer Tor kommend fällt der Blick auf die Stadtkirche. Der Eindruck verstärkt sich, bis man den Marktplatz betritt und die Kirche in ihrer ganzen Imposanz über dem Platz und dem Betrachter thront. Die Wegführung erhält gleichsam eine Spannung, die sich erst auf dem weiten Marktplatz löst.
Friedrich Bleibaum beschreibt 1959/60 die Wiederherstellungsarbeiten am Marktplatz von Homberg (Efze) wie folgt, Zitat:

„Der Marktplatz von Homberg, dessen Platzwände in der Zeit von der ausgehenden Gotik bis zum Biedermeier organisch gewachsen sind, gehören zu den ganz besonderes schönen hessischen Städtebildern. Bis auf zwei Häuser aus der zeit des Biedermeier sind es Fachwerkbauten, die sich hier aneinanderreihen. Ganz zwanglos sind sie aus dem jeweiligen Zeitgeschmack und aus der Situation heraus entstanden und bei aller Freiheit der Gruppierung zu einem Bilde von seltener Geschlossenheit verwachsen.“

In einer weiteren Veröffentlichung werden der Homberger Marktplatz und die Wirkung der architektonischen Besonderheiten wie folgt treffend beschrieben:

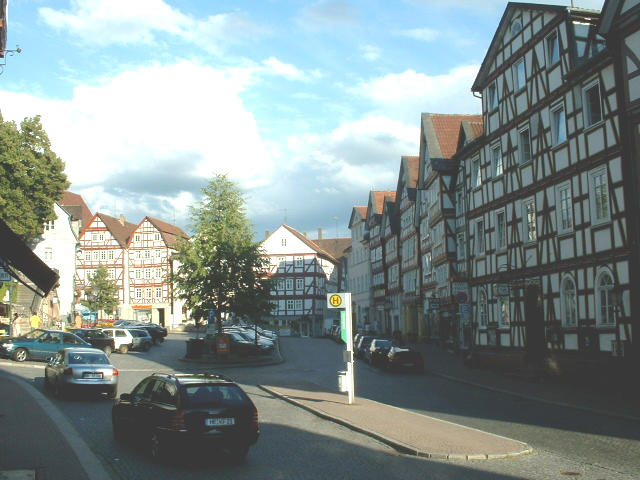
Blick auf den Marktplatz 2004

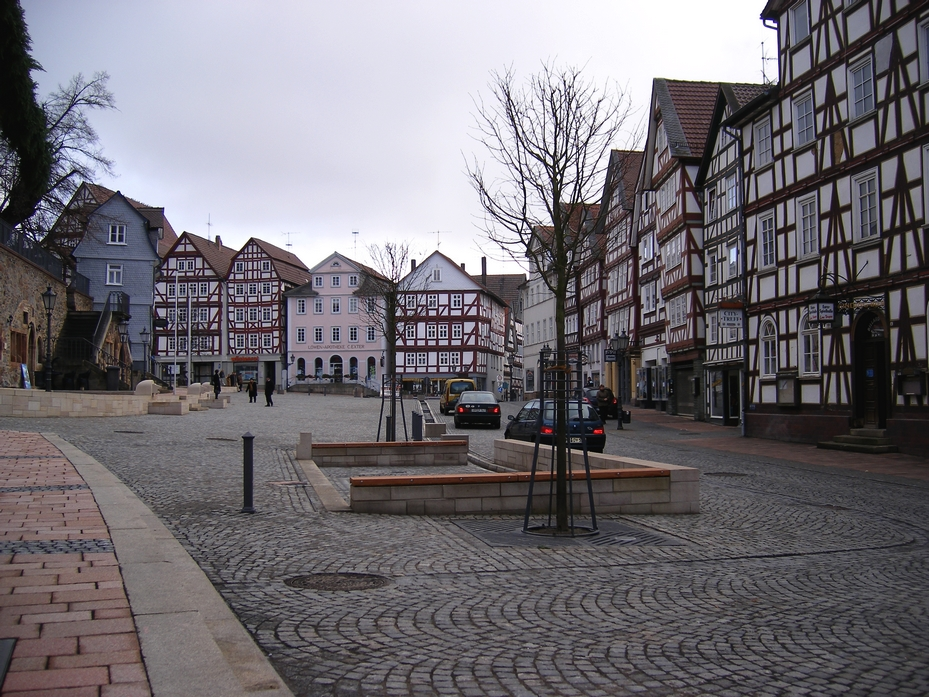
Blick auf den Marktplatz von gleicher Stelle im Jahr 2007

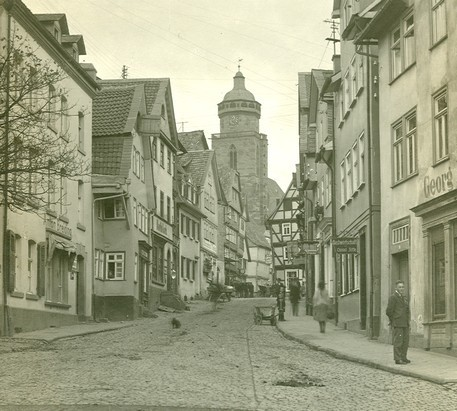
Westheimer Straße Ende der 1930er Jahre

„[…] Das Rad den Berg heraufschiebend kann ich wieder einmal auf den großartigen Marktplatz über dem die Stadtkirche so dominierend auf der hohen Mauer steht. Die Häuser bilden einen Raum. In ihrer Vielfalt der Formen und doch auch Verwandtschaft durch das Fachwerk und die giebelständige Anordnung wirken sie so, als würde eine Gruppe von Menschen um den Betrachter des Platzes herumstehen und ihn in ihre Mitte einbeziehen – so jedenfalls ist die Empfindung auf dem abendlichen, fast leeren Platz. Dieses Sicheingebundenfühlen in die Architektur, dieses Gleichsetzen von Häusern mit Menschen und im weiteren Sinn von Formen in der gebauten Umwelt mit der Körperhaftigkeit ist das, was uns den Zugang zur Umwelt verschafft, uns beteiligt sein lässt. Hierin liegt die Wirkung von Architektur. Man kann Umwelt so planen, dass sie nahezu jede menschliche Eigenschaft verkörpern kann: Stolz, Brutalität, Härte, Abweisendes, Spitzes, Verletzendes, Mageres, Fettes, Dickbäuchiges, Engbrüstiges, Freundliches, Heiteres, Einladendes, Liebenswürdiges, Beschwingtes, Trauriges oder Düsteres. Architektur – geformte Umwelt also – kann nur mit dem Repertoire, das dem menschen vertraut ist, wahrgenommenwerden […]“